# 랑카위 국제공항
랑카위 국제공항(영어: Langkawi International Airport)은 말레이시아 케다 주 랑카위에 있는 공항으로 해마다 개최되는 랑카위 국제 해양/항공우주 전시회의 항공우주 전시장으로 사용되기도 한다.

## 개요
1945년년, 일본 제국군의 비행장으로 사용되고 이후, 영국군의 항공기지로 사용되었다. 이후 말레이시아 독립이후 공항으로 사용되기 시작하였는데 1991년, 공항 리모델링 및 확장공사를 시작, 1993년 현재의 공항으로 확장되어 현재에까지 이르고있다.

## 운항 노선

### 국내선
| 항공사          | 목적지                               |
| --------------- | ------------------------------------ |
| 말레이시아 항공 | 쿠알라룸푸르                         |
| 말린도 에어     | 쿠알라룸푸르, 쿠알라룸푸르-수방      |
| 에어아시아      | 쿠알라룸푸르, 조호르바루, 쿠칭, 페낭 |
| 파이어 플라이   | 쿠알라룸푸르-수방, 페낭              |

### 국제선
| 항공사       | 목적지           |
| ------------ | ---------------- |
| 말린도 에어  | 구이양, 쿤밍     |
| 에어아시아   | 광저우, 싱가포르 |
| 중국남방항공 | 광저우           |
| 스쿠트       | 싱가포르         |
| TUI 항공     | 버밍엄           |

## 같이 보기
- 랑카위
- 말레이시아의 공항 목록